# Наполеон II
Наполеон Франсоа Жозеф Шарл Бонапарт (на френски: Napoléon François Joseph Charles Bonaparte; * 20 март 1811, Париж, Първа френска империя; † 22 юли 1832, Виена, Австрийска империя), известен и като Наполеон II, е единственият законен син на Наполеон Бонапарт, обявен за крал на Рим.
Влиза в историята под династическото име, дадено му от бонапартистите – Наполеон II. Фактически той никога не е царувал, въпреки че от 22 юни до 7 юли 1815 година парижките законодателни органи го признават за император на французите.

## Живот

### Произход
Син е на Наполеон Бонапарт (1769 – 1821), император на Франция, и втората му съпруга Мария Луиза Австрийска (1810 – 1821), дъщеря на Франц II, император на Свещената Римска империя, и Мария-Тереза Бурбон-Неаполитанска.

### Римски крал и Френски император
Веднага след раждането си, дългоочакваният син е провъзгласен от Наполеон I за крал на Рим (Roi de Rome) и наследник на империята. Наполеон се отрича от престола в полза на сина си на два пъти – първият през 1814 и вторият през 1815 г. (след Стоте дни), но и двата пъти за законен монарх е обявен Луи XVIII.

### В Австрия
След второто отричане 4-годишният римски крал е изпратен в Австрия при майка си и там му е дадена нова титла „херцог Райхщатски“. Израства в двора на дядо си Франц I Австрийски, във Виена.
За баща му се е избягвало да се говори и към него се отнасяли като „син на Нейно Височество Ерцхерцогинята“. От детството му го приучили към немското име Франк, а не към френското Франсоа. Въпреки това той знаел кой е баща му и бил горещ негов привърженик.
Умира едва 21-годишен, след продължително боледуване от туберкулоза, на 22 юли 1832 г. в двореца Шьонбрун във Виена, Австрия.
- Наполеон II в детските му години
- Мария-Луиза със сина си Наполеон